# Spaanse zuring
Spaanse zuring (Rumex scutatus) is een vaste plant die behoort tot de duizendknoopfamilie (Polygonaceae). De soort staat op de Nederlandse Rode lijst van planten als zeer zeldzaam en stabiel of iets toegenomen.
De plant wordt 10-50 cm hoog. De spiesvormige, blauwgroene bladeren zijn ongeveer even lang als breed.
Spaanse zuring bloeit van mei tot augustus. De soort is tweehuizig, dat wil zeggen dat er mannelijke planten zijn en vrouwelijke. Bij de vrouwelijke bloemen vallen aanvankelijk alleen de stempels op, maar later groeien de bloemdekslippen uit tot de vruchtkleppen. De buitenste bloemdekslippen zijn niet geheel teruggeslagen. De 5-6 mm lange vruchtkleppen hebben geen knobbel of schub aan de voet van de middennerf. De vrucht is korter dan de vruchtkleppen.
De plant komt in Nederland voornamelijk voor langs de grote rivieren op stenige plaatsen zoals kribben en muren.
De bladeren zijn rijk aan vitamine C en calciumoxalaat.

## Namen in andere talen
- Duits: Schild-Ampfer
- Engels: French Sorrel, Leaf-shield Sorrel
- Frans: Oseille ronde